# Сипей
Сипей представлява струпване на дребни камъни, ронлива пръст и пясък в подножията на скали, планини, вулкани или страните на долини, които са се натрупвали чрез периодично отчупване от съседните скални фасади. Сипеите обикновено имат изпъкнала нагоре форма, докато максималният наклон съответства на ъгъла на покой на средния размер на остатъците. Докато отломките се натрупват, те постепенно се преместват надолу по склона под влиянието на силата на тежестта.
Разрушеният материал, съставен от различни по големина и вид скални късове, образува т.нар. сипейни конуси със стръмен наклон – 20° до 40°. Когато няколко сипейни конуса се съединят по протежение на даден склон се образува сипеен шлейф.

## Образуване
Образуването на сипейни наноси е резултат от физическо и химическо изветряне и ерозия върху скалната фасада. Преобладаващите процеси, които трошат склона на скалата зависят много от местния климат (температура, валежи и т.н.). Например:
- Физическо изветряне чрез лед;
- Химическо изветряне чрез минерално разтваряне и отлагане на сол;
- Термално напрежение;
- Топографско напрежение;
- Биотични процеси.

Образуването на сипеи обикновено се приписва на образуването на лед по склоновете на планини. През деня може да нахлуе вода в пукнатините на скалната стена. Ако температурата спадне достатъчно, например през нощта, водата може да замръзне. Тъй като водата се разширява с 9% при замръзване, тя създава големи сили, които или образуват нови пукнатини, или разклиняват блоковете в нестабилни позиции. Този вид образуване на сипеи се счита, че е най-разпространен през пролетта и есента, когато дневните температури се колебаят около точката на замръзване на водата, а топящите се снегове предоставят достатъчно вода.
Ефективността на процесите на замръзване и топете при образуването на сипеи е обект на спорове между учените. Много изследователи вярват, че образуването на лед в големи пукнатини не може да произведе голямо напрежение, а вместо това водата и ледът просто се изливат извън пукнатините при нарастване на напрежението.
Сипеите могат да покриват цели ледници. Примери за това има в масива Села (Доломити). В този случай топенето на ледника е забавено от защитния сипеен слой.